# Espalmador

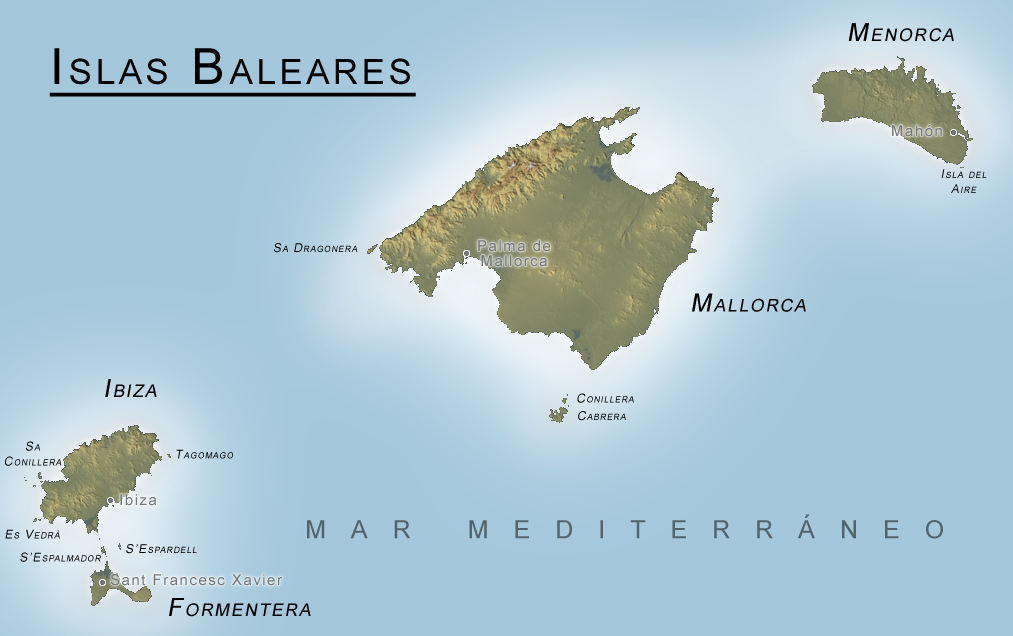
Mappa delle Isole Baleari; S'Espalmador è a nord di Formentera.

Espalmador (S'Espalmador in ibizenco) è un'isola minore di proprietà privata appartenente all'arcipelago baleare, in Spagna, a nord di Formentera.

## Geografia
Le dimensioni sono approssimativamente 2925 m da nord a sud e 800 m da ovest a est (137 ettari). La costa è frastagliata, ad eccezione di due piccole spiagge a sud e a nord-ovest, quest'ultima luogo ideale per il transito di barche, essendo protetta dall'isolotto di Sa Torreta. Nell'isola è presente anche un faro.
Altri due isolotti che circondano Espalmador sono Illa Castavi e Illa des Porcs; qualche chilometro ad est si trova l'isola di Espardell.